# アダムとイヴ (ティツィアーノ)

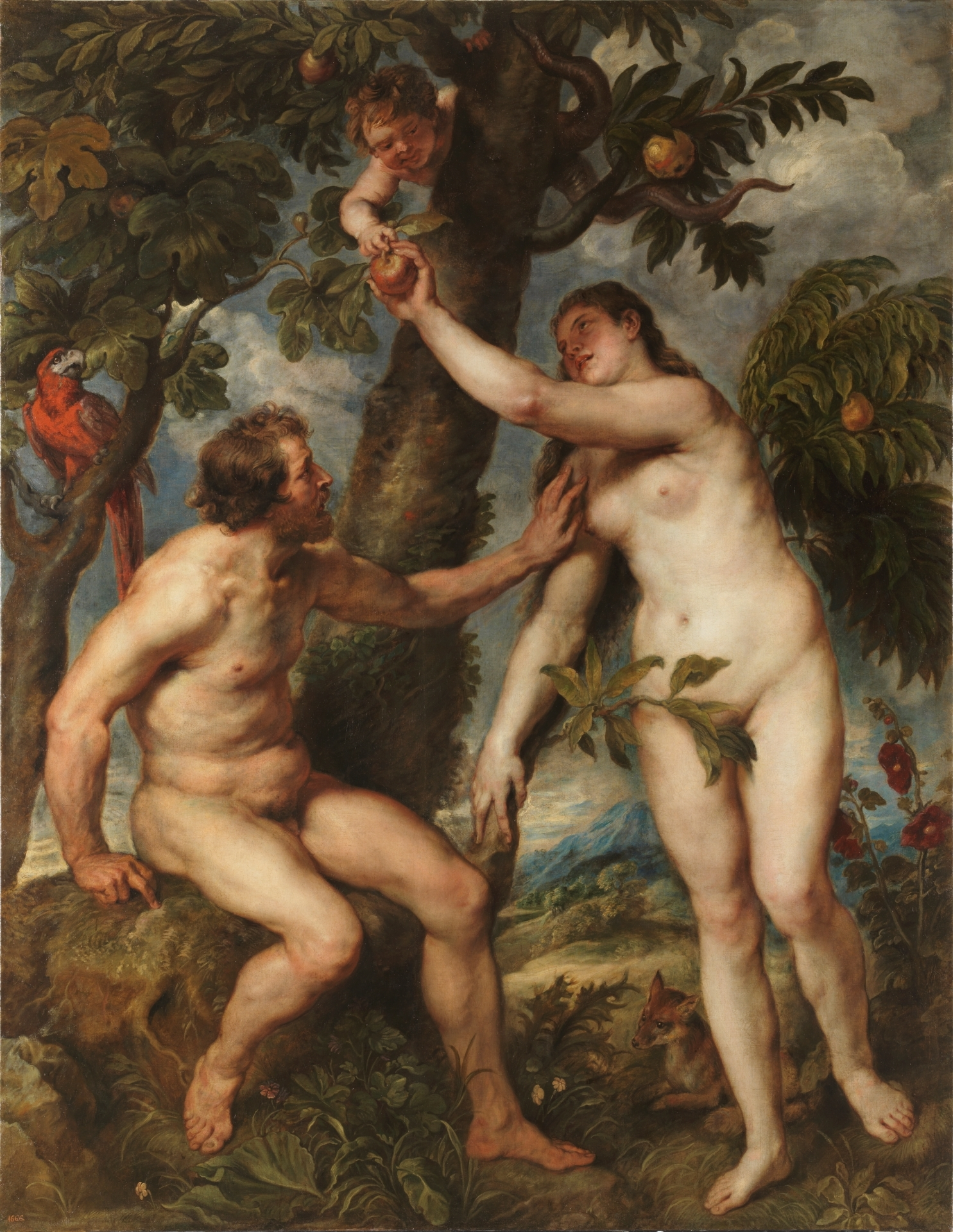
ピーテル・パウル・ルーベンスによる本作品の模写『アダムとイヴ』。プラド美術館所蔵。

『アダムとイヴ』（西: Adán y Eva, 英: Adam and Eve）は、盛期ルネサンス、ヴェネツィア派の巨匠ティツィアーノ・ヴェチェッリオが制作した絵画である。油彩。主題は『旧約聖書』「創世記」のアダムとイヴの物語であり、ティツィアーノは古代の彫刻などからアダムとイヴの図像を作り上げ、鮮やかな色彩の風景の中に2人を描いている。具体的な制作年や注文主は不詳だが1550年頃の制作と考えられている。バロックの巨匠ピーテル・パウル・ルーベンスが模写した作品の1つとしても知られており、いずれもマドリードのプラド美術館に所蔵されている。

## 主題
「創世記」によるとエデンの園で神によって創造されたアダムは「園の木々の果実はどれを食べても良いが、知恵の木の果実だけは食べてはならない」といわれた。その後、神はアダムの肋骨からイヴを創ってアダムの妻としたが、イブは蛇にそそのかされて知恵の木の果実を取り、夫であるアダムにも与えて2人で食べた。しかしそのことを知った神は2人をエデンの園の東方に追放した。

## 作品
ティツィアーノは「創世記」におけるアダムとイヴの物語を忠実に視覚化している。知恵の木の左側にアダムが座し、右側にイヴが立っている。知恵の木には1匹の半身半蛇の姿をした蛇がおり、誘惑されたイヴは知恵の木を見上げ、蛇に向かって手を伸ばして知恵の木の果実を受け取っている。それに対してアダムはイヴを止めようとしている。知恵の木の果実は伝統にしたがってリンゴによって表現され、2人の下半身はやや不自然な形で伸びるイチジクの枝葉で覆われている。またイヴの足元には1匹のキツネが描かれ、悪徳と欲望をほのめかしている。

### 源泉
ティツィアーノはバチカン美術館のラファエロ・サンツィオのフレスコ画『アダムとイヴ』（Adam ed Eve）から座像のアダムと立像のイヴを組み合わせるアイデアを得ている。アダムのポーズは古代ローマの彫刻『瀕死のガリア人』に由来する。1550年代のティツィアーノの作品はこの彫刻から影響を受けており、失われた絵画『タンタロス』（Tantalo）あるいは『ラ・グロリア』（La Gloria）における予言者モーセにそれを見ることができる。一方の果実を受け取るイヴのポーズは『ファルネーゼの牡牛』の彫刻のディルケがもとになっている。またアルブレヒト・デューラーの1504年の版画『アダムとイヴ』（Adam und Eva）との関連性も指摘されている。加えてティツィアーノの1511年のパドヴァのフレスコ画や一説に画家の弟フランチェスコ・ヴェチェッリオの作とされる『ルクレティア』（Lucretia） といった作品と同じように、イヴの顔に影を落とすことで劇的な効果を生み出している。

### 制作
X線撮影による科学的調査はティツィアーノが構図を大きく変更したことを明らかにした。もとの構図ではアダムは現在のように身体を正面ではなく、もっとイヴの側に向けていた。またイヴの左腕はもっと低い位置にあり、下の枝からリンゴを自ら取っていた。同様に蛇も少し低い位置にあり、二股の尻尾はもとの構図では2本の枝であった。このイヴの左腕と蛇の位置の変更は、リンゴを取る行為がイヴ自らではなく、蛇に誘惑された結果であることをより明確に示すことにある。しかしこれらの変更は構図上の問題に十分な解決をもたらさなかった。その原因はティツィアーノが彫刻作品に忠実であり過ぎたことにある。そのためティツィアーノはアダムの下半身を覆うために不自然な形でイチジクの葉を加える必要があり、画面全体の効果を損なっている。後に、ルーベンスは本作品を模写した際にこの欠点に気づき、アダムのポーズをX線撮影が明らかにした元の構図に近い形に変更し、さらにアダムからイチジクの葉を取り去っている。ルーベンスは他にも変更を加えており、その結果、ルーベンスの『アダムとイヴ』はティツィアーノの数多くの模写の中で唯一、オリジナルを凌駕する作品となっている。

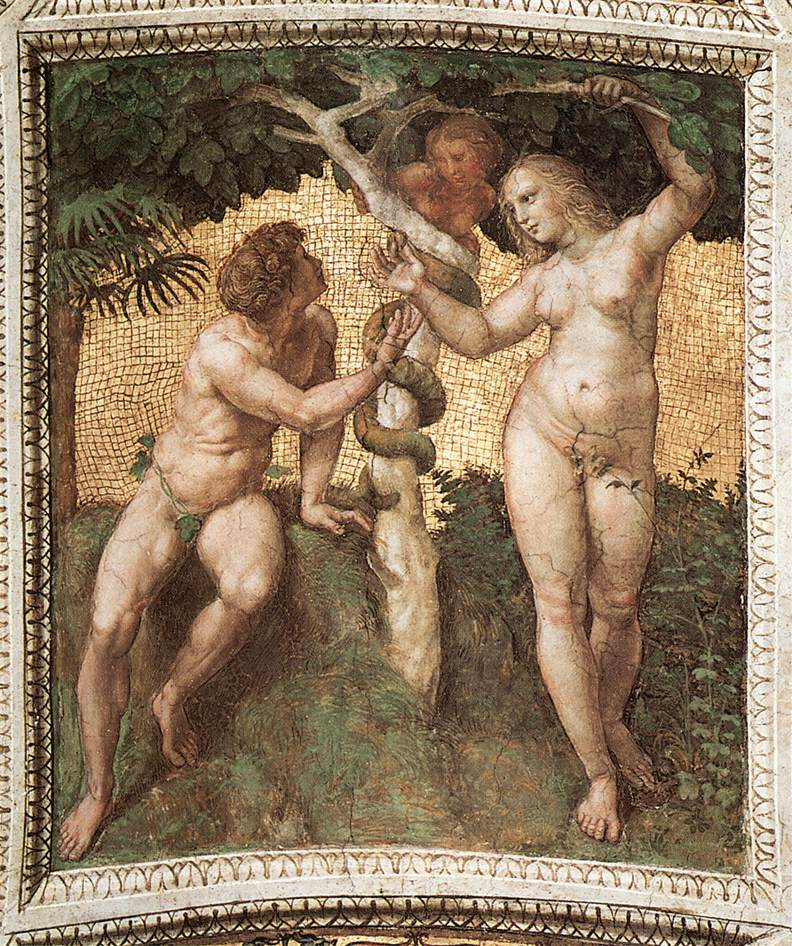
ラファエロ・サンツィオ『アダムとイヴ』1509年と1511年の間 バチカン宮殿のスタンツァ・デッラ・シグナトゥラ（イタリア語版）
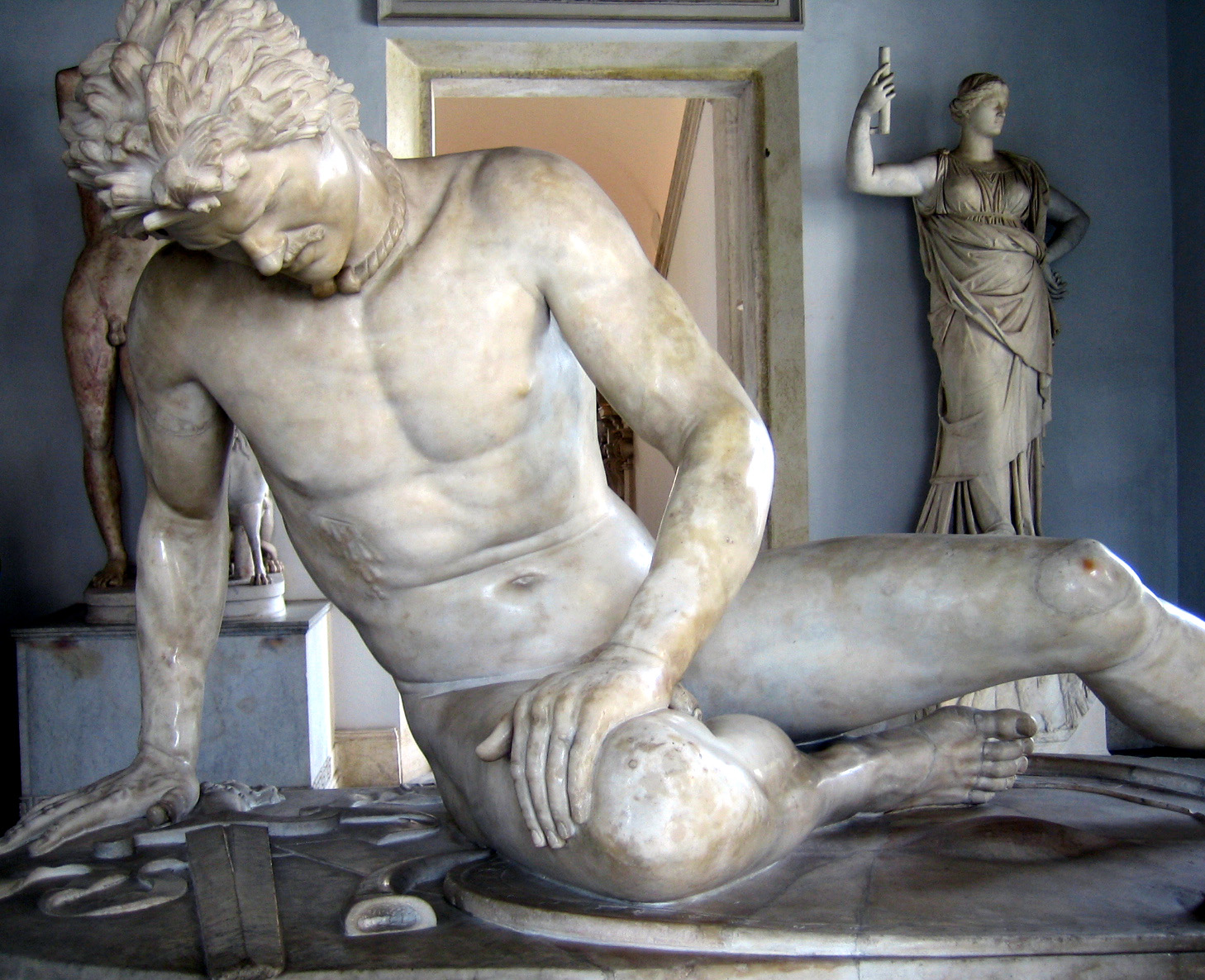
古代ローマの彫刻『瀕死のガリア人（英語版）』カピトリーノ美術館所蔵
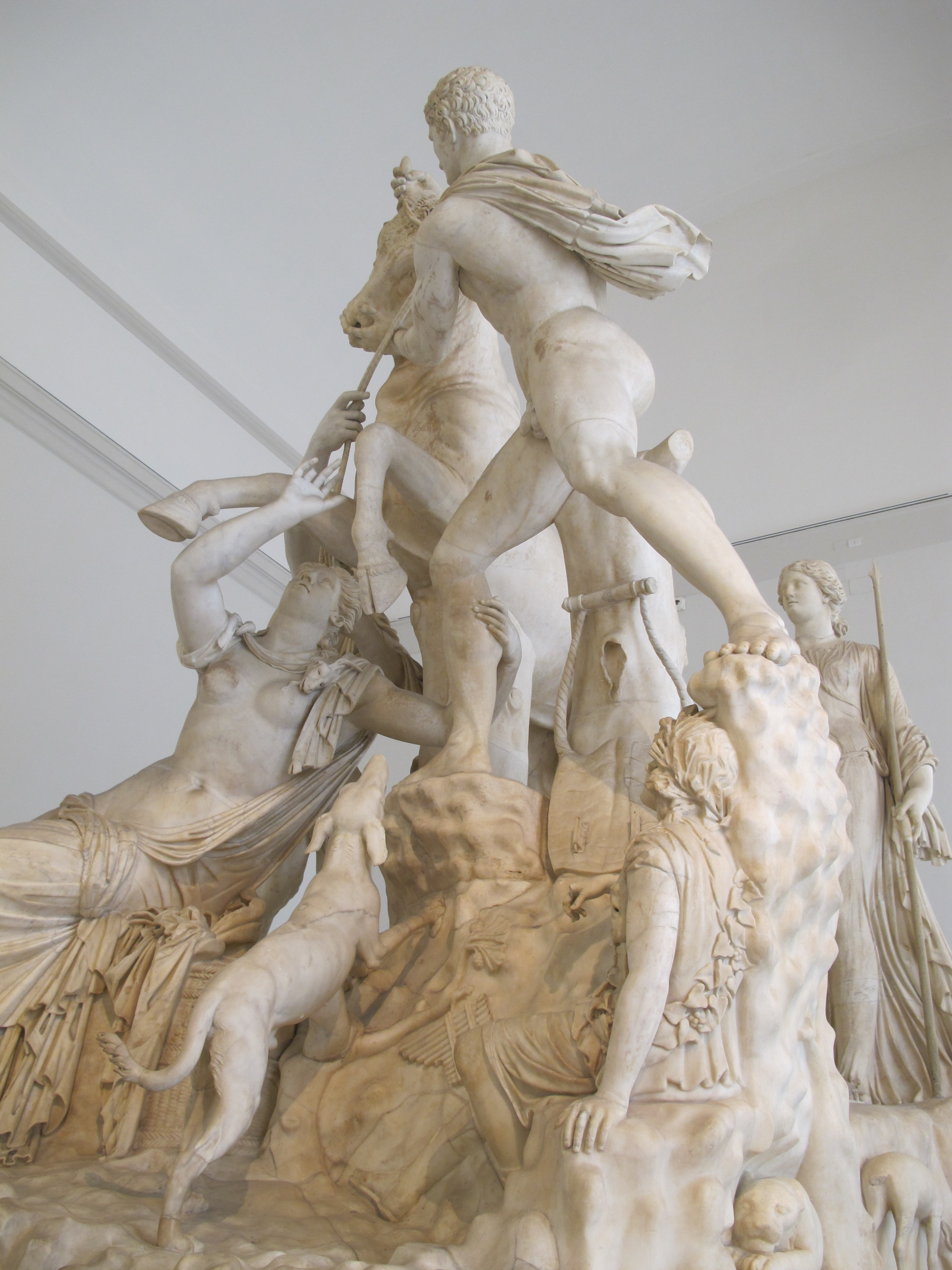
『ファルネーゼの牡牛（英語版）』ヘレニズム時代の彫刻のローマンコピー ナポリ国立考古学博物館所蔵
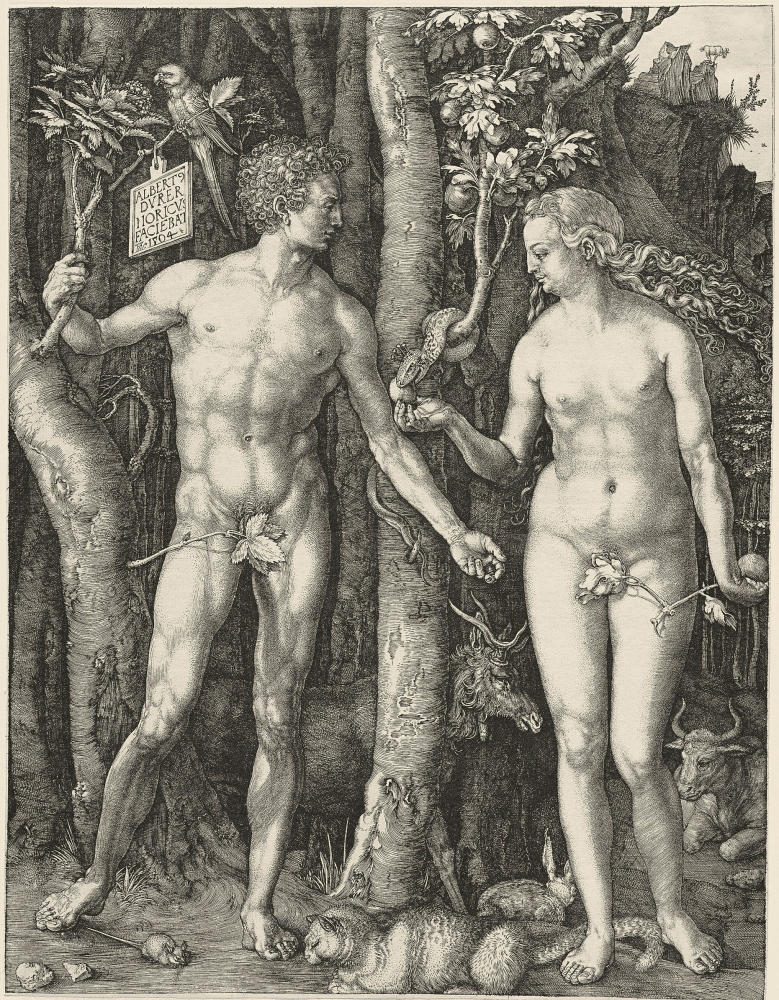
アルブレヒト・デューラー『アダムとイヴ』 1504年

## 来歴
絵画の制作年と注文主は不明だが、アントニオ・ペレスの父ゴンザロ・ペレス（Gonzalo Pérez）が所有していた可能性がある。1573年から1585年にかけてアントニオ・ペレスがこの絵画を所有したことは確かだが、彼の邸宅ラ・カシーリャ（La Casilla）が完成する1573年まで所有していたことが確認できないため、研究者たちは父親の遺産から引き継いだものと考えた。アントニオ・ペレスは殺人容疑で捕まる1585年まで『アダムとイヴ』を所有したが、その後はその他の絵画と同様にフェリペ2世の所有物となり、アルカサルの聖具室に飾られた。1628年から1629年にルーベンスがアルカサルに滞在したときには『エウロペの略奪』（Ratto di Europa）などとともに模写された。1636年の直前に聖具室から世俗的な空間（いわゆるティツィアーノのヴォールト）に移された絵画は1734年の火災までアルカサルにあり、同年にブエン・レティーロ宮殿に、1747年に新宮殿（Palacio Real Nuevo）に移されたのち、1827年にプラド美術館に所蔵された。なお、絵画は1734年の火災で損傷し、修復されている。またルーベンスの模写は彼の死後、スペイン王室のコレクションに加わっている。